# 额我略改革
额我略改革是教宗额我略七世和罗马教廷于11世纪下半叶推动的一系列天主教会改革，改革内容主要涉及教职人员的道德水准和独立性，额我略改革使天主教会夺回了叙任权，禁止买卖圣职并贯彻教士独身。